# باشگاه فوتبال القیروانیه
باشگاه فوتبال القیروانیه (عربی: الشبيبة الرياضية القيروانية) یک باشگاه فوتبال در شهر قیروان، تونس است.
این باشگاه که در سال ۱۹۴۲ تاسیس شده سابقه یک قهرمانی در لیگ دسته اول فوتبال تونس را در کارنامه دارد.

## افتخارات
- قهرمانی لیگ دسته اول تونس: ۱۹۷۶ - ۱۹۷۷